# Wienerfilharmonikernas nyårskonsert 1946

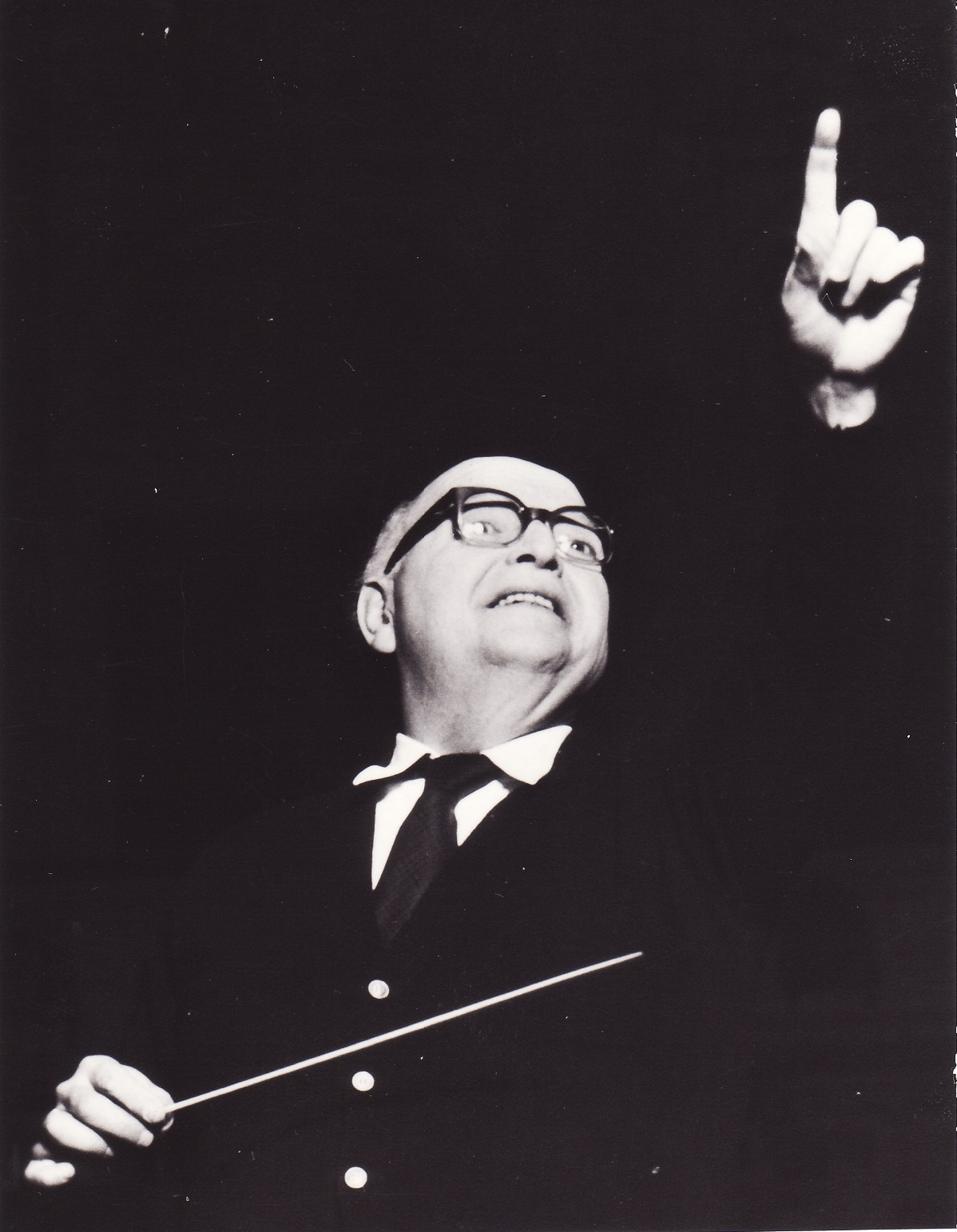
Josef Krips.

Wienerfilharmonikernas nyårskonsert 1946 var den första nyårskonserten från Wien efter Österrikes självständighetsförklaring och ägde rum den 1 januari 1946 i Wiens Musikverein. Den dirigerades för första gången av Josef Krips. Enligt Wienerfilharmonikernas officiella räkning ingår även de Philharmonische Akademie som hölls 1 januari 1941-45 (under Nazistregimen); sålunda är det enligt deras synsätt den sjätte Nyårskonserten.

## Historia
En del av den nationalsocialistiska kulturpolitiken var förnekandet och förtrycket av österrikarna – som en antipod till tysk kultur – och samtidigt främjandet av det ofarliga, den lokala färgen och det vackra. Under nazistregimen fick konsten inte skada eller störa, utan skulle antingen främja det sublima, (se Richard Wagner, Arno Breker, Leni Riefenstahl), eller att skildra det vackra och vackra. I detta avseende passade Ludwig Anzengruber, Ferdinand Georg Waldmüller och Wieneroperetten perfekt in i Goebbels och Baldur von Schirachs kulturpolitiska koncept. Wienerfilharmonikerna instruerades uttryckligen av nazistisk kulturpolitik att främja verk av Strauss-dynastin, ren eskapism i tider av ett blodigt världskrig som orsakades av nazisterna. Filharmonikerna skriver idag på sin hemsida:
| ” | Ursprunget till denna konsert faller in i den mörkaste perioden i Österrikes och orkesterns historia. Mitt i barbariet, diktaturen och kriget, i en fas av ständig rädsla för enskilda medlemmars eller deras släktingars liv, lade filharmonikerna en ambivalent accent den 31 december 1939: nettointäkterna från en extraordinär konsert tillägnad Straussdynastin under ledning av Clemens Krauss ägnades helt åt den nationalsocialistiska insamlingskampanjen Winterhilfswerk. | „ |

Krauss hade länge varit intresserad av bröderna Johann och Josef Strauss verk. Prototypen till Nyårskonserten ägde rum den 11 augusti 1929 vid Festspelen i Salzburg: ett helt program med Johann Strauss den yngre med Filharmonikerna och Clemens Krauss som dirigent. Liknande konserter följde återigen i Salzburg varje år fram till 1933, igen 1939, 1942 och 1943. Krauss etablerade Salzburgkonceptet från krigets början som en konsert vid årsskiftet, som ett stycke eskapism, som en "genuint wiensk glädjefest". Det genomfördes också vid fronten och spelades varje år fram till regimens fall.
Från 1940 och framåt spelade Wienerfilharmonikerna alltfler valser och polkor, även under andra dirigenter. Leopold Reichwein och Hans Heinz Scholtys dirigerade radio- och NSDAP-konserter med rena Strauss-program, Hans Knappertsbusch dirigerade 1940 Kraft durch Freude-program i Salzburg med verk av Strauss, Richard Heuberger, Karl Komzák, Joseph Lanner, Franz von Suppé och Carl Michael Ziehrer vid festspelen i Salzburg 1940. Även Karl Böhm integrerade wienervalser i sina konsertprogram med filharmonikerna, som också spelade en serie Wehrmacht-konserter under Rudolf Moralt, Anton Paulik och Wilhelm Wacek, inte bara i Wien utan i hela Stortyskland och i de ockuperade områden. 1943 gästspelade Filharmonikerna Göteborg, Uppsala och Stockholm med ett Schubert/Strauss-program, dirigerade av Wilhelm Furtwängler, och därefter även i Berlin med ett utökat program. I Berlin och Wien spelade orkestern också i Siemensfabriker. Så sent som i mars 1945 reste Clemens Krauss och orkestern till Salzburg för att spela valser i SS-kasernerna i Glasenbach och i Festspielhaus.

## Den första nyårskonserten efter Österrikes befrielse
Wienaren Clemens Krauss trodde att hans engagemang för äkta wienermusik skulle göra övergången till den post-nazistiska eran lättare för honom och han lyckades verkligen med att dirigera ett Strauss-program med Wienerfilharmonikerna i Wiens Konzerthaus redan den 1 maj 1945, 18 dagar efter Wienoffensiven. Den gången spelade man Russischer Marsch op. 426 och polkan Ohne Sorgen op. 271. Krauss inblandning i nazistisk kulturpolitik blev dock snabbt uppenbar och han förbjöds att uppträda.
Därför inbjöds Josef Krips 1946 och 1947 att ta över Wienerfilharmonikernas nyårskonsert. I efterhand kan det konstateras att trots Krips icke-engagemang i det nazistiska kulturlivet användes det för konsertens fortsättning och att han endast fungerade som ersättare för Krauss, som tog över konserten igen 1948 och dirigerade dem kontinuerligt fram till sin död 1954. Krips blev inte inbjuden igen efter Krauss död.
År 1946 kallades konserten för första gången officiellt nyårskonsert. Vid årsskiftet 1939/40 gavs den 30 och 31 december en Außerordentliches Konzert (extraordinär konsert) med verk av Straussdynastin. Den 1 januari 1941 ägde konserten rum för första gången på Nyårsdagen och liksom 1943 till 1945 bar den titeln Philharmonische Akademie. Den 1 januari 1942 tillkännagavs konserten som Johann Strauss-konsert.
Två verk framfördes 1945 och 1946: Ouvertyr till operetten Indigo und die 40 Räuber, i båda fallen öppningsstycket, och Pizzicato-Polka av Johann och Josef Strauss. År 1946 ingick Radetzkymarsch av Johann Strauss den äldre i programmet för första gången. Det är inte känt i vilken utsträckning detta var ett medvetet beslut till förmån för det Österrikiska - trots allt bär en viktig roman av den tidiga nazistiska emigranten Joseph Roth titeln Radetzkymarschen. I vilket fall som helst har Radetzkymarsch sedan dess blivit fast etablerad i programmet och utgör traditionsenligt det sista stycket av TV-sändningen. Konserten ägde rum några dagar efter det legendariska radiotalet av förbundskansler Leopold Figl, som talade följande ord:
"Jag kan inte ge dig något till jul, jag kan inte ge dig ljus till julgranen, ingen bit bröd, inget kol för uppvärmning. Vi har ingenting. Jag kan bara be er att tro på detta Österrike!"
- Leopold Figl, 1965 rekonstruerat jultal från 1945 i österrikisk radio.

## Josef Krips betydelse
Eftersom Krips var obelastad räddade han den institution som grundades av nazistregimen in i den post-nazistiska eran. Han, som redan på 1930-talet hade visat sig vara en kännare och utmärkt dirigent av Läderlappen på Wiener Staatsoper, förde tillbaka nationalsocialisternas musikform till den österrikiska kulturen. Men "halvjuden" Krips förpliktelse gjorde det också möjligt att dölja Wienerfilharmonikernas nazistiska engagemang i årtionden, vilka först blev fullt klarlagda under 2000-talet. Det var inte förrän den 23 oktober 2013 som filharmonikerna beslutade att återkalla utmärkelser som tilldelats sex nazistiska höjdare. Bland dem var Reichsgauleiter Arthur Seyss-Inquart och Baldur von Schirach. Nyårskonserten 1946 banade väg för institutionalisering och omvärdering av Strauss-dynastins verk från distraktion och eufemism (under nazistregimen) till verk av hopp och budskap om fred (efter 1945).
Bortsett från denna kulturpolitiska prestation var Krips också en utmärkt dirigent och Strauss-kännare, vilket framgår av tillgängliga ljuddokument. I wienertidningen Kurier publicerade en "hymnisk" recension av Peter Lafites om Nyårskonserten 1946.

## Program
1. Johann Strauß den yngre: Ouvertyr till operetten Indigo und die 40 Räuber
2. Johann Strauß den yngre: Accelerationen (vals), op. 234*
3. Johann Strauß den yngre: I-Tipferl-Polka (Polka française), op. 377
4. Johann Strauß den yngre: Tritsch-Tratsch-Polka (Polka schnell), op. 214 1), **
5. Josef Strauß: Aquarellen (vals), op. 258*
6. Johann Strauß den yngre: Persischer Marsch, op. 289*
7. Josef Strauß: Verliebte Augen (Polka française), op. 57
8. Johann Strauß den yngre: Unter Donner und Blitz (Polka schnell), op. 3241)
9. Johann Strauß den yngre: Ouvertyr till operetten Cagliostro in Wien*
10. Josef Strauß: Delirien-Walzer, op. 212
11. Josef Strauß: Jokey-Polka (Polka schnell), op. 278
12. Johann och Josef Strauß: Pizzicato-Polka, op. 234
13. Johann Strauß den yngre: Vergnügungszug (Polka schnell), op. 281
14. Johann Strauß den yngre: Rosen aus dem Süden (vals), op. 388
15. Johann Strauss den äldre: Radetzkymarsch, op. 2281)
16. Johann Strauß den yngre: An der schönen blauen Donau (vals), op. 314

Verkförteckningen och verkens ordning finns på Wienerfilharmonikernas webbplats.
De verk markerade med * stod för första gången på programmet till en Nyårskonsert.
**Polkan  Tritsch-tratsch är ingen Polka schnell (Snabbpolka) i egentlig mening, den beteckningen användes av Johann Strauss den yngre först med op. 281 (Vergnügungszug (Polka schnell)).
 Familjenamnet Strauß är original i Konzertarchiv.
De titlar som är markerade med 1) framfördes förmodligen två gånger (i Konzertarchiv anges ingen närmare uppgift).

## Citat
"För mig är Johann Strauss ett verkligt geni. Hans musik är en gåva till världen från slutet av 1800-talet. Jag framförde honom med samma omsorg som Mozarts verk. Jag får ofta frågan vad som är så speciellt med en vals i tretakt. En wienare har det i blodet. [...] I en Straussvals får dirigenten inte ge helt regelbundna tempi."
– Josef Krips: Pas de musique sans amour, Paris 2004, s. 387f

## Ljuddokument
Det finns ingen ljudinspelning av Nyårskonserten 1946.
Men vid ett senare tillfälle spelade Josef Krips in fem musikstycken av Johann Strauss den yngre med Wienerfilharmonikerna, inklusive Kaiser-Walzer. De övriga fyra inspelade styckena är alla hämtade från programmet för Nyårskonserten 1946: de tre valserna Accelerationen, Rosen aus dem Süden och An der schönen blauen Donau samt Pizzicato-Polka. Denna skiva släpptes i fem olika utgåvor, däribland 1958, 1975 och 1981.

## Se vidare
- Josef Krips, Dirigent
- Wienerfilharmonikerna

## Webblänkar
- Johann Strauß (Sohn): An der schönen blauen Donau, Josef Krips dirigerar Johann Strauß (med Wienerfilharmonikerna)
- Johann Strauß (Sohn): An der schönen blauen Donau, I-Tipferl-Polka, Ouvertüre zur Fledermaus, Josef Krips dirigerar Johann Strauß (med Wiens Festival Orchestra)